# Xã Spring Creek, Quận Moody, Nam Dakota
Xã Spring Creek (tiếng Anh: Spring Creek Township) là một xã thuộc quận Moody, tiểu bang Nam Dakota, Hoa Kỳ. Năm 2010, dân số của xã này là 125 người.